# ليانجيانغ
ليانجيانغ هي مدينة من مدن الصين، تقع في زانجيانغ ضمن منطقة غوانغدونغ، تبلغ مساحتها 2835 كم².

## المناخ
يظهر الجدول التالي التغييرات المناخية على مدار السنة لليانجيانغ:
| البيانات المناخية لـليانجيانغ                    | البيانات المناخية لـليانجيانغ | البيانات المناخية لـليانجيانغ | البيانات المناخية لـليانجيانغ | البيانات المناخية لـليانجيانغ | البيانات المناخية لـليانجيانغ | البيانات المناخية لـليانجيانغ | البيانات المناخية لـليانجيانغ | البيانات المناخية لـليانجيانغ | البيانات المناخية لـليانجيانغ | البيانات المناخية لـليانجيانغ | البيانات المناخية لـليانجيانغ | البيانات المناخية لـليانجيانغ | البيانات المناخية لـليانجيانغ |
| الشهر                                            | يناير                         | فبراير                        | مارس                          | أبريل                         | مايو                          | يونيو                         | يوليو                         | أغسطس                         | سبتمبر                        | أكتوبر                        | نوفمبر                        | ديسمبر                        | المعدل السنوي                 |
| ------------------------------------------------ | ----------------------------- | ----------------------------- | ----------------------------- | ----------------------------- | ----------------------------- | ----------------------------- | ----------------------------- | ----------------------------- | ----------------------------- | ----------------------------- | ----------------------------- | ----------------------------- | ----------------------------- |
| الدرجة القصوى °م (°ف)                            | 29.1 (84.4)                   | 31.7 (89.1)                   | 34.7 (94.5)                   | 36.3 (97.3)                   | 36.9 (98.4)                   | 36.7 (98.1)                   | 38.0 (100.4)                  | 37.5 (99.5)                   | 36.4 (97.5)                   | 35.2 (95.4)                   | 34.2 (93.6)                   | 30.8 (87.4)                   | 38.0 (100.4)                  |
| متوسط درجة الحرارة الكبرى °م (°ف)                | 20.3 (68.5)                   | 20.8 (69.4)                   | 23.7 (74.7)                   | 27.6 (81.7)                   | 30.9 (87.6)                   | 32.4 (90.3)                   | 32.9 (91.2)                   | 32.8 (91.0)                   | 32.0 (89.6)                   | 30.0 (86.0)                   | 26.5 (79.7)                   | 22.5 (72.5)                   | 27.7 (81.9)                   |
| المتوسط اليومي °م (°ف)                           | 15.6 (60.1)                   | 16.9 (62.4)                   | 19.8 (67.6)                   | 23.8 (74.8)                   | 26.7 (80.1)                   | 28.2 (82.8)                   | 28.7 (83.7)                   | 28.4 (83.1)                   | 27.5 (81.5)                   | 25.2 (77.4)                   | 21.3 (70.3)                   | 17.3 (63.1)                   | 23.3 (73.9)                   |
| متوسط درجة الحرارة الصغرى °م (°ف)                | 12.7 (54.9)                   | 14.4 (57.9)                   | 17.3 (63.1)                   | 21.4 (70.5)                   | 24.0 (75.2)                   | 25.6 (78.1)                   | 25.8 (78.4)                   | 25.7 (78.3)                   | 24.6 (76.3)                   | 22.1 (71.8)                   | 17.9 (64.2)                   | 13.9 (57.0)                   | 20.5 (68.8)                   |
| أدنى درجة حرارة °م (°ف)                          | 2.8 (37.0)                    | 3.0 (37.4)                    | 4.7 (40.5)                    | 10.1 (50.2)                   | 16.0 (60.8)                   | 19.3 (66.7)                   | 22.5 (72.5)                   | 20.5 (68.9)                   | 16.7 (62.1)                   | 11.9 (53.4)                   | 5.9 (42.6)                    | 3.0 (37.4)                    | 2.8 (37.0)                    |
| الهطول مم (إنش)                                  | 25.9 (1.02)                   | 43.3 (1.70)                   | 66.8 (2.63)                   | 117.2 (4.61)                  | 218.2 (8.59)                  | 282.2 (11.11)                 | 309.5 (12.19)                 | 318.5 (12.54)                 | 195.0 (7.68)                  | 87.3 (3.44)                   | 34.5 (1.36)                   | 24.6 (0.97)                   | 1٬723 (67.84)                 |
| متوسط الرطوبة النسبية (%)                        | 77                            | 83                            | 84                            | 85                            | 84                            | 84                            | 83                            | 83                            | 80                            | 75                            | 71                            | 71                            | 80                            |
| المصدر: China Meteorological Data Service Center |                               |                               |                               |                               |                               |                               |                               |                               |                               |                               |                               |                               |                               |